# Le Fils de Rosemary
Le Fils de Rosemary (Son of Rosemary) est un roman américain d'Ira Levin paru en 1997. C'est la suite du célèbre Un bébé pour Rosemary, adapté au cinéma par Roman Polanski (Rosemary's baby, 1968). 

## Résumé
Le roman raconte comment le fils du diable, Andy, arrivé à l'âge adulte, devient un leader charismatique américain qui propose au monde entier d'allumer une bougie le 31 décembre 1999 pour fêter le passage à l'an 2000. Il est adoré par les foules qui portent un badge "I Love Andy". Ces bougies sont en réalité des gaz toxiques qui risquent de détruire la Terre entière.